# Moransengo
Moransengo – miejscowość i gmina we Włoszech, w regionie Piemont, w prowincji Asti.
Według danych na styczeń 2009 gminę zamieszkiwało 218 osób przy gęstości zaludnienia 40,6 os./1 km².